# Винокурова Галина-Іванна Михайлівна
Галина-Іванна Михайлівна Винокурова (нар. 1939 — ?) — українська радянська діячка, новатор виробництва, старший апаратник Роздольського гірничо-хімічного комбінату Миколаївського району Львівської області. Депутат Верховної Ради УРСР 7-го скликання.

## Життєпис
Народилася у родині Михайла Савицького. Член ВЛКСМ.
З кінця 1950-х років — муляр на будівництві Роздольського гірничо-хімічного комбінату Львівської області. Закінчила курси флотаторників у місті Кіровську.
З 1960-х років — флотаторниця, старший апаратник Роздольського гірничо-хімічного комбінату Миколаївського району Львівської області. У 1967 році закінчила вечірнє відділення Роздольського гірничо-технологічного технікуму Львівської області.

## Нагороди
- орден «Знак Пошани»
- медалі